# Владица Поповић
Владимир Владица Поповић (Земун, 17. март 1935 — Београд, 10. август 2020) био је југословенски фудбалер и тренер. Поникао је у подмлатку Црвене звезде. У дресу црвено-белих освајао је четири првенства Југославије и три трофеја Фудбалског купа Југославије. Одиграо је девет утакмица (1954—1956) за младу (два гола), осам за „ Б“ екипу и 20 утакмица за најбољу репрезентацију Југославије.
Од 1970. посветио се тренерском позиву. Прво је радио у Венецуели, а затим је у Колумбији тренирао тимове Индепендијенте Санта Фе, Атлетико насионал и Депортиво Кали. Са свим тим екипама је освајао титуле националног првака. Са Црвеном звездом освојио је титулу првака света 1991. у Токију, победивши Коло коло (3 : 0).

## Играчка каријера

### Црвена звезда
Поникао је у Црвеној звезди, чији је члан био од марта 1950. године, а за први тим је играо од 1953. до 1965. године. Одиграо је 291 званичну утакмицу и постигао 10 голова. Укупно је наступио на 499 мечева у дресу Звезде, по чему је пети на вечној листи клуба уз 38 постигнутих голова у свим утакмицама. Други је у историји Звезде по броју утакмица у Купу (37), а шести по броју мечева у еврокуповима (39). Учествовао је у освајању пет шампионских титула (1956, 1957, 1959, 1960. и 1964. године), три Купа (1958, 1959. и 1964) и Дунавског купа 1958. године.
Врло брзо се усталио у стартној постави Звезде у другом делу сезоне 1953/54, када је на десет мечева постигао четири гола. Готово у свим сезонама био је стандардан члан стартне поставе. Познат као врло борбен и коректан фудбалер, први пут је постао шампион са Звездом 1956. године одигравши 17 утакмица у првенству уз два постигнута поготка, оба у победи против Осијека од 5:0. У сезони 1956/57, Звезда је први пут наступила у Купу европских шампиона и стигла до полуфинала, где је заустављена од Фиорентине (0:1 и 0:0). Владица је у елитном такмичењу забележио пет одиграних мечева уз један гол у првој утакмици четвртфинала против ЦСКА из Софије у победи од 3:1. У одбрани шампионске титуле учествовао је на 24 меча уз погодак против београдског Радничког у тријумфу од 3:1. Наредне сезоне забележио је пет наступа у Купу шампиона, а Звезда је стигла до четвртфинала, где је тим Манчестер Јунајтеда прошао у полуфинале после два меча (1:2 и 3:3). Поповић је играо у обе утакмице против “Безбијевих беба“, а меч у Београду је био последњи за неке од фудбалера енглеског тима, јер су изгубили живот у авионској несрећи код Минхена по повратку из Београда.
Владица Поповић има освојен и Дунавски (Митропа) куп са Звездом 1958. године. У том такмичењу одиграо је три сусрета. Исте године је наступио на свих пет дуела у освајању Купа, а трофејни низ је настављен дуплом круном 1959. године уз 15 наступа Звездиног дефанзивца у првенству и четири у Купу. Шампионска титула је одбрањена 1960. године, а у тој сезони је одиграо 14 лигашких утакмица. Уследиле су сушне године, да би у сезони 1963/64 Звезда освојила дуплу круну уз 24 Поповићева меча у шампионату и четири у Купу. У Купу сајамских градова 1961/62, поузани дефанзивац је одиграо свих осам утакмица, а црвено-бели тим је у полуфиналу зауставила Барселона. Већ следеће сезоне у истом такмичењу београдска екипа се реванширала Каталонцима победом у мајсторици осмине финала у Ници од 1:0, а Владица Поповић је био међу најбољим играчима у тиму.

### Иностранство
Каријеру је наставио у Штутгарту (1965/66), где је врло мало играо, па је прешао у редове Штутгартер Кикерса. У овом клубу је од 1966. до 1968. године наступио на 52 лигашка меча уз два поготка. Каријеру је завршио у Венецуели, где је од 1968. до 1969. носио дрес Депортиво Канаријаса.

### Репрезентација
Одиграо је девет утакмица (1954—1956) за младу (два гола), осам за „ Б“ екипу (1955—1961) и 20 утакмица за најбољу репрезентацију Југославије. Дебитовао је 23. децембар 1956. у пријатељском сусрету против Индонезије (5:1) у Џакарти, а од дреса с државним грбом опростио се 16. јуна 1965. у сусрету против Норвешке (0:3) у Ослу.

## Тренерска каријера
У Јужној Америци је изградио тренерску каријеру. Водио је колумбијске клубове, Индепендијенте Санта Фе од 1971. до 1972, Насионал из Медељина 1973. године, Депортиво из Калија 1974. и Португезу из Венецуеле. Два пута је био шампион Колумбије, 1971. са клубом из Санта Феа и 1974. са Депортивом из Калија, а две титуле освојио је и са Португезом из Венецуеле 1975. и 1977. године. Водио је крушевачки Напредак и Трепчу, а 1980. године постао је члан стручног штаба Црвене звезде као руководилац омладинских тимова. Још у два наврата водио је Депортиво Кали од 1984. до 1986. и током 1989. године.
У сезони 1991/92. преузео је Црвену звезду после одласка Љупка Петровића. Владица је предводио црвено-беле до титуле првака света 8. децембра 1991. у Токију тријумфом над чилеанским Коло Колом од 3:0, а касније је освојио и титулу шампиона Југославије 1992. године у лиги коју су већ напустили клубови из Хрватске и Словеније, а у другом делу сезоне се није могло играти ни у Босни и Херцеговини јер су сукоби увелико трајали. Владица је био и селектор репрезентације Перуа од 1992. до 1993. године, водио је и колумбијски Миљонариос од 1994. до 1995. и Каракас из Венецуеле од 1998. до 1999. године.
Преминуо је 10. августа 2020. године од последица ковида-19 у Београду. Сахрањен је 13. августа 2020. године на Новом гробљу у Београду.